# Галла (субэтническая группа в США)

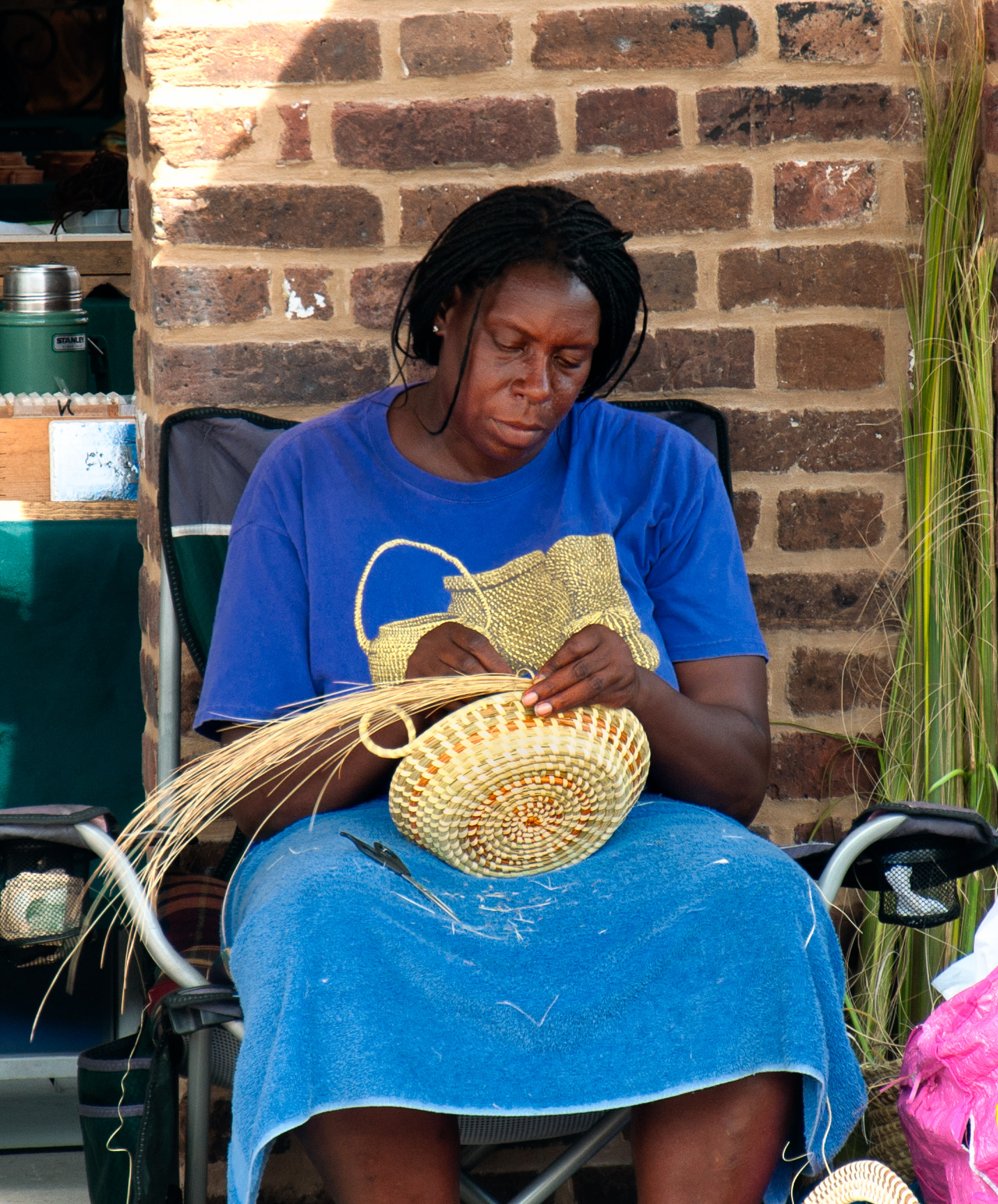
Женщина-галла за плетением корзин (2012 год)

Га́лла (англ. Gullah ['gʌlə], также «гичи» (Geechee)) — субэтническая группа в составе афроамериканцев США, в большей степени сохранившая традиционный африканский уклад жизни. 
Общая численность — 250 тысяч человек, родной язык — креольский язык на английской основе, также известный как галла (гичи). Галла проживают в основном на заболоченных, изолированных прибрежных косах и островах вдоль Атлантического побережья южных штатов — Флориды (район Джексонвилла), Джорджии и Южной Каролины (так называемая область Нижняя Каролина).

## История
Галла, как и афроамериканцы в целом, ведут своё начало от рабов-негров, завезённых англичанами в США во время колониального периода XVII—XVIII веков. Из-за географической близости Нижней Каролины к Африке, концентрация чернокожего населения в этом регионе была наибольшей. Негры составили большинство населения региона уже к 1700 году. При этом сохранению африканских традиций способствовала не только география и демография, но также экономика и природные особенности этого влажного субтропического региона. Так, Нижняя Каролина была поделена на несколько крупных латифундий, занимавшихся плантационным хозяйством, которыми владели лишь несколько десятков белых семей, управлявших десятками, а затем и сотнями тысяч чёрных рабов. При этом постоянные эпидемии малярии вынуждали белых владельцев ежегодно покидать свои плантации, уходя в горы с семьями с апреля по октябрь, оставляя на плантации своих чёрных заместителей-надсмотрщиков, у которых был природный иммунитет к малярии. Пользуясь отсутствием владельцев и попустительством чёрных надсмотрщиков, многие рабы бежали в болота, на острова, в малонаселённые пределы тогда ещё испанской Флориды и т. д., где многие из них на протяжении столетий сохраняли свои африканские языки, атрибутику, культуру (см. мароны). Недавние генетические анализы также показывают, что доля европейской крови у современных галла невелика (3—4 %) по сравнению с континентальными афроамериканцами (17—18 %). В настоящее время галла всё больше интегрируются в общеамериканскую жизнь, в основном в экономическом плане, сохраняя, однако, значительную культурную и языковую дистанцию. Ежегодно проводится фестиваль культуры галла.